# Malarz z Pescia Romana
Malarz Pescia Romana – etruski malarz naczyń, działający w VII wieku p.n.e. w ramach ośrodka ceramicznego tzw. grupy polichromowanej.
Był najwybitniejszym przedstawicielem zespołu Castellani, a jego pseudonim powzięto od znalezionego w miejscowości Pescia Romana olpe, które stworzył. Jest to najlepsze jego naczynie, przechowywane w zbiorach Narodowego Muzeum Archeologicznego we Florencji. Wyraźnie wyrasta ponad poziom innych, współczesnych mu twórców, charakteryzując się dużą fantazją, a nawet humorem w swoich dziełach. Dorównuje poziomem warsztatu m.in. Malarzowi Pętelek z zespołu Monte Abbatone, jednak stosuje mniej ornamentalnych przetworzeń formalnych. Jego zwierzęta cechuje większa organiczność i silne nawiązanie do jońskich, archaicznych wzorów greckich. Są przysadziste, a jednocześnie wsparte na krótkich, słabych z pozoru nogach. Ich szyje pokryte są białymi, falistymi liniami (malowanymi lub rytymi). Boki zwierząt zdobią z reguły trzy albo cztery również faliste linie. Oczy są owalne, o okrągłych źrenicach, osadzone wysoko, ukośnie, zaraz pod małymi i ostrymi uszami. Malarz dystansował się od tradycji lokalnych.